# National Maritime Museum

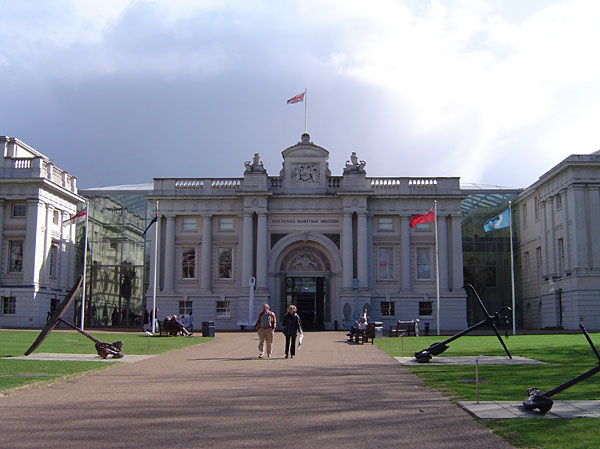
National Maritime Museum

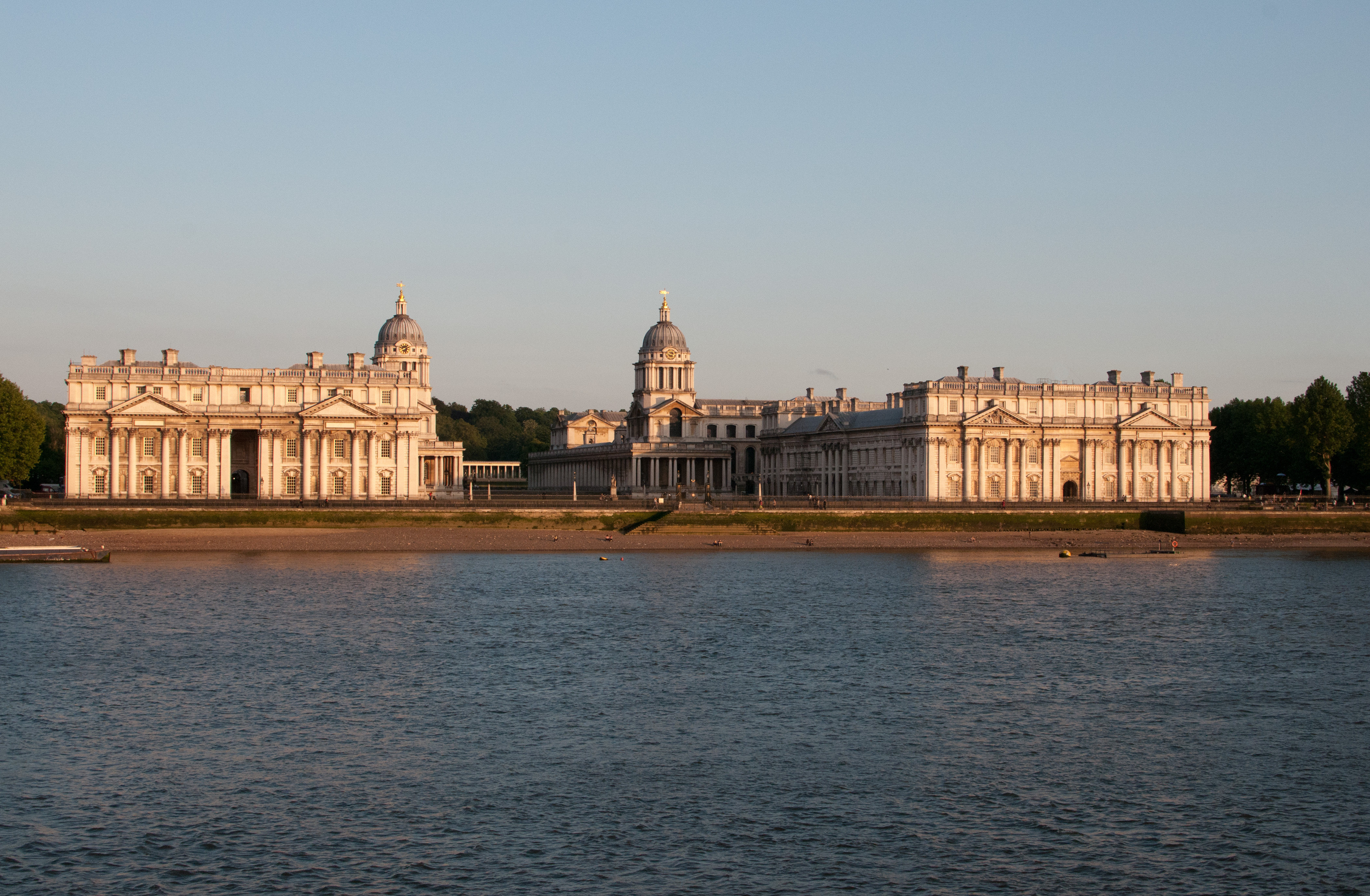
Der gesamte Gebäudekomplex des National Maritime Museums

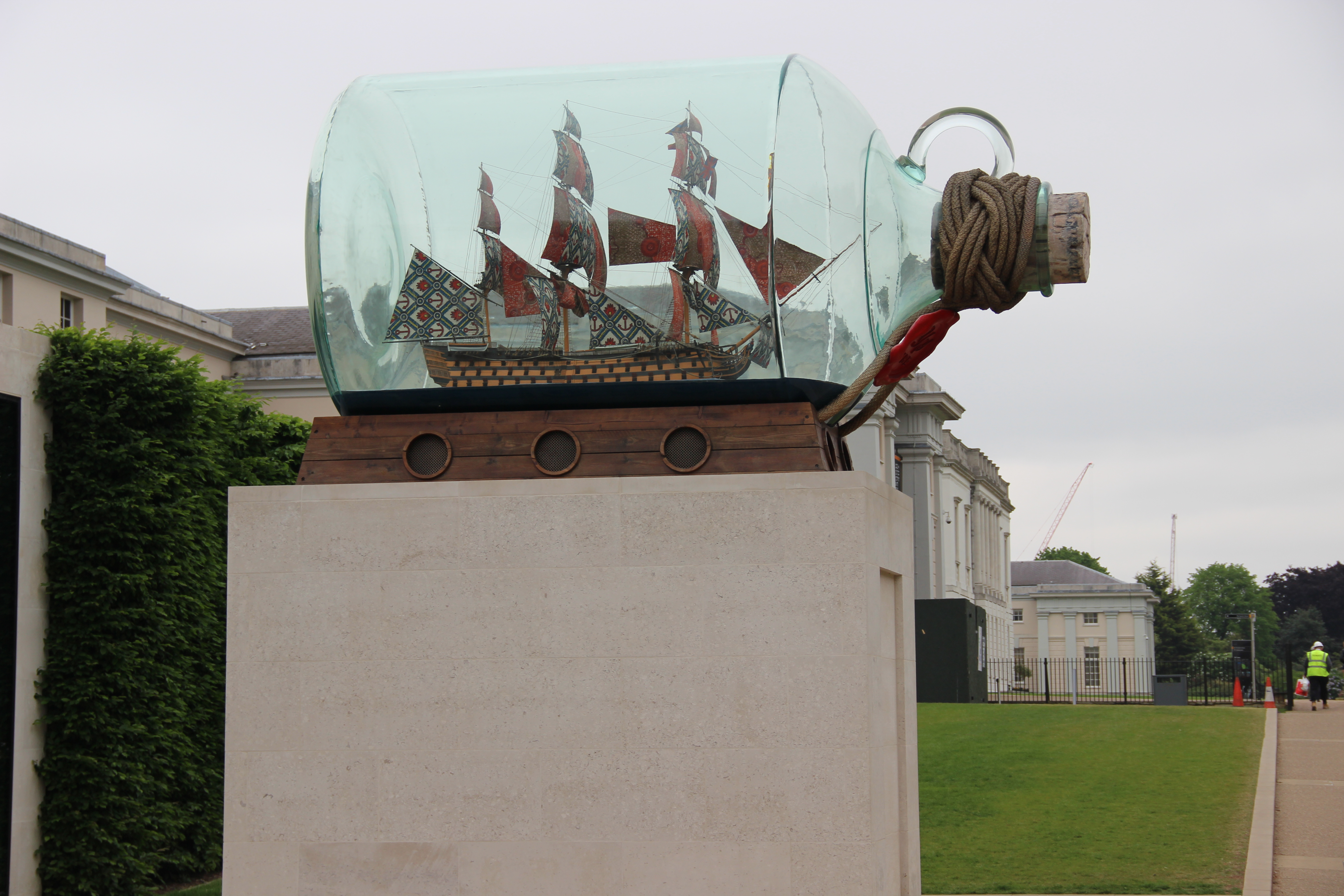
Kunstwerk „Nelson's Ship in a Bottle“

Das National Maritime Museum in Greenwich, London beherbergt etwa zwei Millionen Exponate aus dem Bereich der Seefahrt und gilt als größtes Museum für Seefahrtsgeschichte der Welt.

## Geschichte
Das Museum wurde 1934 gegründet und 1937 eröffnet. Erster Direktor war Geoffrey Callender. Es beherbergt seitdem ein umfangreiches Archiv von Gegenständen und Dokumenten aus dem Bereich der Seefahrt. Auch Flaggen des Deutschen Kaiserreichs, deutsche Modellschiffe und Gemälde aus der Marineschule Mürwik gelangten in den Fundus des National Maritime Museums. Nachdem am 23. Mai 1945 britische Soldaten den Sonderbereich Mürwik besetzt und dort die letzte Reichsregierung verhaftet hatten, war die Marineschule Mürwik demilitarisiert und das Inventar teilweise beschlagnahmt worden.
Das große Buddelschiff des nigerianisch-britischen Künstlers Yinka Shonibare Nelson's Ship in a Bottle, das vom 24. Mai 2010 bis zum 30. Januar 2012 auf der vierten Plinthe auf dem Trafalgar Square in London stand, wurde vom Museum gekauft und ist dort jetzt zu sehen.

## Ausstellungen
Neben den Dauerausstellungen finden regelmäßig Sonderausstellungen statt. Dazu gehörte zum Beispiel im Jahre 2005 die Sonderausstellung zur Schlacht von Trafalgar (1805), wobei die Hauptattraktion der Uniformrock Lord Nelsons war, bei dem das Loch des tödlichen Schusses noch zu sehen ist.
- 2017/2018: Death in the Ice. Katalog.[4]

## Außenstelle
Eine Außenstelle des Museums befindet sich in Falmouth (Cornwall), wo neben Sonderausstellungen und allgemeinen, die See und Nautik erklärenden Inhalten, die Geschichte und Bedeutung der Seefahrt und Fischerei für Cornwall dargestellt werden. Ein Großteil der Museumssammlung ist online abrufbar.